# Лусио Лагарто Родригес

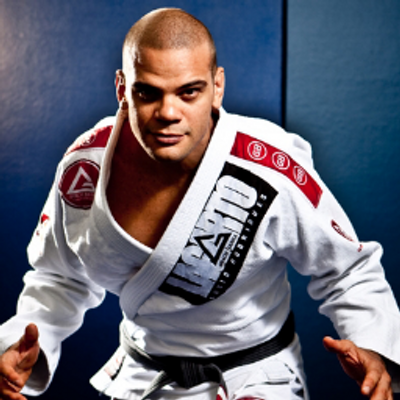

Лусио Родригес (также известный как Лагарто — порт. ящерица) — боец смешанных единоборство, обладатель чёрного пояса по бразильскому джиу-джитсу, тренер. На данный момент Родригес живёт и преподает в Лондоне (Великобритания). Своё прозвище Лусио получил благодаря Марсио Фейтозе, который в шутку говорил, что Лусио похож на рептилию. Сейчас многие используют это сравнение, говоря о его ловкости на мате и быстрому восстановлению после борьбы с раком.

## Детство и юность
Лусио Родригес родился 26 октября 1980 г. в Рио-де-Жанейро. Его карьера в боевых искусствах началась очень рано — в 5 лет он начал тренироваться со своим отцом, Ансельмо Родригесом. В 13 лет Родригес присоединился к академии Карлоса Аугусто (чёрный пояс 4 дан под началом Рейсона Грейси), где он полностью сосредоточился на серьёзных тренировках.
В 17 лет, получив синий пояс, Лагарто с другом открыли свою академию, а после переехали в Барра да Тижука, чтобы тренироваться в академии Грейси Барра у тренера Карлоса Грейси мл. Именно от него Родригес получил все свои пояса от фиолетового до чёрного. В 2004, когда Родригес получил чёрный пояс в 24 года, Карлос Грейси мл. попросил Лагарто переехать в Португалию, чтобы продвигать бразильское джиу-джитсу в Европе. Однако через 6 месяцев Родригес вернулся в Бразилию, где получил свой первый опыт в ММА. В Top Fighter MMA он выиграл в первом же раунде свою первую схватку с Робертом Альбукерке, благодаря сабмишену (рычаг локтя).

## Борьба с раком
В 2007 г., когда Родригесу исполнилось 27, ему поставили диагноз заболевания лифматической системы — лимфома Ходжкина. Ему пришлось пройти курс интенсивной химиотерапии, и доктора говорили, что он больше никогда не сможет тренироваться. Несмотря на мнение докторов, через месяц после начала своего лечения, Родригес стал тренироваться и преподавать. Лагарто верит, что именно здоровый образ жизни (никаких наркотиков, сигарет, алкоголя и красного мяса) помог ему выдержать химиотерапию.
В 2008 г. после окончания лечения Родригес снова начал соревноваться. Одержав победы в Государственном Чемпионате в Рио-де-Жанейро и в Иорданских соревнованиях, он впервые объявил о своей болезни. Его студент, Саймон МакГоверн, один из немногих, кто знал о болезни Лагарто, позже рассказал, что Родригес запретил сообщать кому бы то ни было о раке, чтобы избежать любого сочувствия со стороны своих оппонентов.

## Новая жизнь в Великобритании
В 2006 г. Родригес давал семинар в Англии, где познакомился с Джоном Полом Хартли (старший тренер бразильского джиу-джитсу), который предложил ему работу в своей школе. Родригес согласился, и они с Джоном Полом основали Академию Грейси Барра в Престоне.
В 2009 г. Роджер Грейси попросил Лагарто стать тренером академии им. Роджера Грейси в Лондоне.
Сейчас Лагарто открыл множество академий Грейси Барра (Грейси Барра Престон, Грейси Барра Гласгоу, Грейси Барра Найтсбридж и недавний Грейси Барра Фулэм) с целью подготовки своих учеников в будущие тренеры, которые смогут открыть свои школы или стать партнерами Грейси Барра.